# Chapoda inermis
Chapoda inermis là một loài nhện trong họ Salticidae.
Loài này thuộc chi Chapoda. Chapoda inermis được Frederick Octavius Pickard-Cambridge miêu tả năm 1901.